# Mauvezin (Haute-Garonne)
Mauvezin is een gemeente in het Franse departement Haute-Garonne (regio Occitanie) en telt 78 inwoners (2009). De plaats maakt deel uit van het arrondissement Saint-Gaudens.

## Geografie
De oppervlakte van Mauvezin bedraagt 4,8 km², de bevolkingsdichtheid is dus 16,3 inwoners per km².
De onderstaande kaart toont de ligging van Mauvezin (Haute-Garonne) met de belangrijkste infrastructuur en aangrenzende gemeenten.

## Demografie
Onderstaande figuur toont het verloop van het inwonertal (bron: INSEE-tellingen).

1. ↑  Populations de référence 2022.